# Julius Cæsar
 Denne artikel omhandler personen Julius Cæsar. For operaen af Händel, se Julius Cæsar (opera).
Gajus Julius Cæsar (klassisk latinsk udtale: [ˈgaːius ˈjuːlius ˈkaisar]; født 12. juli 100 f.Kr., død 15. marts 44 f.Kr.) var en romersk feltherre og statsmand, der levede i den sene Romerske Republik. Han var en del af det Første Triumvirat, hvorigennem det lykkedes ham at gennemføre forskellige reformer samt sikre sig stor politisk magt i Rom. Cæsar var fra 58 f.Kr. guvernør over bl.a. de galliske provinser (det Cis- og Transalpine Gallien), og det var derfor ham, der ledte de romerske hære til sejr under Gallerkrigene (58 – 51 f.Kr.). I januar 49 f.Kr. krydsede han Rubicon-floden med en enkelt legion, hvilket indledte en borgerkrig i den Romerske Republik. Cæsar vandt denne borgerkrig og besejrede bl.a. sin politiske rival Pompejus. Cæsar blev i 49 f.Kr. udpeget diktator, hvilket var et embede, som han løbende fik forlænget, frem til han blev myrdet i 44 f.Kr. Han spillede en afgørende rolle i de begivenheder, der ledte til den Romerske Republiks fald og dannelsen af det Romerske Kejserrige.
I 60 f.Kr. dannede Cæsar, Crassus og Pompejus det Første Triumvirat, som var en uformel politisk alliance, der dominerede romersk politik i mange år. Deres forsøg på at koncentrere den politiske magt blev imidlertid udfordret af mange i Senatet, herunder særligt Cato den Yngre med (mere uformel) støtte fra Cicero. Cæsar voksede til at blive en af de mest magtfulde politikere og personer i den Romerske Republik. Han opnåede sin politiske magt gennem en kombination af sine stærke politiske og militære færdigheder. Cæsar var således en dygtig taler og retoriker, der samtidig var en dygtig militær leder, som ledte sine hære til utallige sejre og territorielle erobringer. 
Igennem en række militære sejre under Gallerkrigene – der blev afsluttet i 51 f.Kr. – lykkedes det ham at udvidede det romerske territorium betragteligt (til Atlanterhavskysten i vest og nutidens Belgien i nord). I løbet af denne tid invaderede han ligeledes Britannien og byggede en bro over floden Rhinen. Disse bedrifter samt støtten fra hans erfarne hær truede Pompejus' politiske magt tilbage i Rom. Selvom Pompejus og Cæsar tidligere havde været politisk allierede, var denne alliance gradvist brudt sammen i løbet af 50'erne f.Kr. Pompejus havde i stedet opbygget sin politiske magt i Rom ved at genoprette sin forbindelse til det mere konservative og anti-Cæsarianske Senat. Med Gallerkrigene afsluttet beordrede Senatet Cæsar til at træde tilbage fra sin militære kommando og vende tilbage til Rom. I 49 f.Kr. trodsede Cæsar Senatets autoritet ved at krydse Rubicon-floden (som markerede grænsen mellem den romerske provins Cisalpine Gallien og romersk Italien) og marchere mod Rom i spidsen for en hær bestående af en enkel legion. Dette indledte Cæsars borgerkrig, som han endte med at vinde, hvilket efterlod ham i en position med næsten uudfordret magt og indflydelse i 45 f.Kr.
Efter at have overtaget magten i Rom vedtog Cæsar en række sociale og politiske reformer, herunder indførelsen af den julianske kalender. Han gav statsborgerskab til mange beboere i fjerne regioner af den Romerske Republik. Han iværksatte jordreformer for at støtte sine veteraner og indledte et enormt byggeprogram. I starten af 44 f.Kr. blev han udråbt til "diktator for livstid" (dictator perpetuo). Frygtende for hans magt og dominerende politiske position i Rom besluttede en gruppe senatorer – ledet af bl.a. Brutus og Cassius – at konspirere om at myrde Cæsar på Idus Martiae (den 15. marts) 44 f.Kr. En ny serie af borgerkrige udbrød herefter, og den forfatningsbestemte regering i republikken blev aldrig fuldt genoprettet. Cæsars grandnevø og adoptivsøn Octavian – senere kendt som Augustus – vandt den efterfølgende magtkamp og borgerkrig, hvilket i sidste ende afstedkom, at han de facto blev enehersker. Octavian gik efterfølgende i gang med at styrke og koncentrere sin magtposition, hvilket markerede begyndelsen på æraen for det Romerske Kejserrige og afslutningen på den Romerske Republik.
Cæsar var ligeledes en velrenommeret forfatter og historiker. Meget af hans liv er kendt fra hans egne beretninger om hans militære kampagner. Moderne historikere betvivler dog i dag objektiviteten og korrektheden af Cæsars egne værker, og anser dem i stedet som et stykke klogt propaganda. Andre samtidige kilder, der omhandler Cæsars liv, omfatter bl.a. Ciceros breve og taler samt de historiske skrifter af Sallust. Senere biografier om Cæsar af Sveton og Plutarch er også centrale historiske kilder. Cæsar betragtes af mange historikere som en af de største militære ledere i historien. Hans cognomen (Cæsar) blev efterfølgende anvendt som et synonym for "Kejser"; titlen "Cæsar" blev således anvendt under hele den romerske kejserperiode, hvilket afstedkom, at de efterfølgende anvendte termer "Kejser" (tysk: "Kaiser") og "Tsar" direkte var afledt fra (den klassiske latinske udtale af) titlen og navnet "Cæsar". Cæsar har ligeledes hyppigt optrådt i diverse litterære og kunstneriske værker, f.eks. Dantes Guddommelige Komedie og Shakespeares tragedie Julius Cæsar.

## Baggrund og tidlige år

### Slægt
Gajus Julius Cæsar blev født ind i en kendt og meget gammel patricier-slægt (Gens Julia) d. 12. juli 100 i Rom. Familien hævdede at have immigreret til Rom fra Alba Longa i løbet af det syvende århundrede f.Kr., efter at den tredje konge af Rom (Tullus Hostilius) indtog og ødelagde Alba Longa. Familien hævdede også at nedstamme fra Julius (også kaldet Ascanius), som var søn af den trojanske prins Æneas og grundlægger af byen Alba Longa. Da Æneas var søn af Venus, gjorde dette familien guddommelig. Denne genealogi havde endnu ikke taget sin endelige form i det første århundrede, men slægtens påståede afstamning fra Venus var veletableret i den offentlig bevidsthed. I 45 f.Kr. byggede Julius Cæsar et tempel for Venus Genetrix ("Moder Venus") i Rom, for at understrege sin egen mytiske forbindelse til guden.

### Barndom
Det er en populær opfattelse, at Cæsar blev født ved kejsersnit og derfor er navnegiver til dette indgreb. Hvis etymologien er sand, er den dog baseret på en misforståelse. I antikken havde et kejsersnit været et uundgåeligt dødeligt indgreb for moderen, og Cæsars mor Aurelia overlevede ikke kun sin søns fødsel, men levede i næsten 50 år herefter.
På trods af familiens kendte stamtavle var Julii Cæsares ikke en særlig politisk indflydelsesrig familie under den midterste republikperiode. Den første person, der vides at have båret cognomenet Cæsar, var en praetor i 208 f.Kr. under den Anden Puniske Krig. Slægtens første konsul kom i 157 f.Kr., mens slægten herefter både producerede konsuler i 91 og 90 f.Kr. Cæsars far – som bar samme navn, Gajus Julius Cæsar – havde moderat succes indenfor politik. Han giftede sig med Aurelia, som var medlem af den politisk indflydelsesrige slægt Aurelii Cottae (gren af slægten Gens Aurelia). Parret fik – foruden Cæsar – to døtre. Som følge af sit eget ægteskab samt sin søsters ægteskab (Cæsars tante, Julia) med den ekstremt indflydelsesrige Gajus Marius, tjente faren også i den Saturninske landkommission i 103 f.Kr. og blev valgt til praetor på et tidpunkt mellem 92 og 85 f.Kr. Faren tjente ligeledes som guvernør (prokonsul) i Asien i to år, sandsynligvis 91-90 f.Kr.

### Livet under Sulla og militærtjeneste
Cæsars far søgte ikke valg til konsul under Lucius Cornelius Cinnas dominans og valgte i stedet pensionering. Under perioden hvor Cinna dominerede det politiske liv i Rom blev Cæsar udnævnt til flamen Dialis (en præst af Jupiter), hvilket også afstedkom, at Cæsar blev gift med Cinnas datter, Cornelia. De religiøse tabuer, der fulgte med præsteskabet, ville have tvunget Cæsar til at opgive en politisk karriere. Udnævnelsen – en af de højeste ikke-politiske æresbevisninger – indikerer derfor, at der var få forventninger til en større politiskkarriere for Cæsar. I begyndelsen af 84 f.Kr. døde Cæsars far pludseligt. Efter Sullas sejr i borgerkrigen (82 f.Kr.) blev Cinnas acta (handlinger) annulleret. Sulla beordrede derfor Cæsar til at abdicere og lade sig skille fra Cinnas datter. Cæsar nægtede, hvilket implicit stillede spørgsmålstegn ved legitimiteten af Sullas handlinger. Det er muligt, at Sulla satte Cæsar på sine proskriptionslister, selvom der er uenighed blandt moderne historikere om dette skete. Cæsar søgte herefter i skjul, så hans slægtninge og kontakter blandt vestalinder kunne intervenere på hans vegne. De nåede derefter frem til et kompromis med Sulla, hvor Cæsar ville fratræde sit præsteskab, men beholde sin kone og ejendele. Sullas påståede bemærkning om, at han så "mange Marius'er [i Cæsar]" er apokryf.
Cæsar forlod herefter Italien for at tjene i staben for guvernøren af Asien, Marcus Minucius Thermus. Mens han tjente i denne stab, rejste han til Bithynia for skaffe marineforstærkning. I denne forbindelse blev han i Bithynia et stykke tid som gæst hos kongen, Nikomedes IV, hvor efterfølgende smædehistorier her har sat Cæsar i forbindelse med et homoseksuelt forhold til kongen. Han tjente derefter ved belejringen af Mytilini, hvor han fik tildelt corona civica for at redde livet på en medborger i kamp. Privilegierne ved denne hæder (Senatet skulle rejse sig for en indehaver, og indehavere havde tilladelse til at bære en krone ved offentlige lejligheder) vækkede Cæsars appetit for æresbevisninger. Efter indtagelsen af Mytilini blev Cæsar overført til Publius Servilius Vatias stab i Kilikien, inden han hørte om Sullas død i 78 f.Kr. og straks derefter vendte hjem til Rom. Angiveligt ville han gerne have deltaget i konsul Lepidus' oprør dette år, selvom dette sandsynligvis ikke er sandt, men derimod en litterær udsmykning af Cæsars ønske om tyranni fra en ung alder.
Efterfølgende forsøgte Cæsar at angribe nogle Sulla-støttere i domstolene, men var uden held i sit forsøg på at retsforfølge Gnæus Cornelius Dolabella i 77 f.Kr., der lige var vendt tilbage fra et prokonsulat i Makedonien. Det efterfølgende år forsøgte Cæsar mere succesfuldt at restforfølge en mindre velforbundet senator, Gajus Antonius Hybrida (efterfølgende konsul i 63 f.Kr.), for at have profiteret af proskriptionerne, men blev dog i sidste ende forhindret, da en tribun intervenerede på Antonius' vegne.
Efter disse oratoriske forsøg forlod Cæsar Rom for at søge vejledning hos retorikeren Apollonius Molon på Rhodos. Under rejsen blev han afskåret og taget til fange af pirater i en historie, der senere blev meget forskønnet. I henhold til Plutarch og Sveton blev han befriet efter at have betalt en løsesum på 50 talenter. Angiveligt havde piraterne indledningsvis forlangt 20 talenter i løsesum, hvilket havde fået Cæsar til at udbryde i latter. Cæsar havde derefter foreslået piraterne i stedet at forlange 50 talenter, da det var et mere passende beløb for en fange af hans karakter. Mens han sad i fangeskab deltog han i piraternes lege og spil, men han tiltalte dem altid, som om han var kommandanten, og de var hans underordnede. Fra tid til anden truede han med at lade dem alle korsfæste. De tog det som en joke fra deres overmodige, lettere skøre fange. Det var dog ingen spøg. Efter 38 dage blev løsesummen leveret, og Cæsar blev sluppet fri. Cæsar hvervede herefter en hær, og vendte tilbage med en flåde for at fange og henrette (ved korsfæstelse) piraterne. Løsesummen, herunder beløbet, er sandsynligvis en litterær udsmykning, ligesom det er mere sandsynligt, at piraterne blev solgt til slaveri i henhold til Velleius Paterculus. Cæsars efterfølgende studier og uddannelsesforløb blev afbrudt af udbruddet af den Tredje Mithridatiske Krig i vinteren mellem 75 og 74 f.Kr. Cæsar hævdes at have gået rundt og indsamlet tropper i provinsen blandt lokalbefolkningen og succesfuldt ledt dem mod de mithridatiske styrker.

### Indtræden i politik
Mens Cæsar var bortrejst fra Rom i 73 f.Kr., blev Cæsar indlemmet i pontifikalkollegiet (gruppe af præster i den romerske religion) i stedet for sin afdøde slægtning Gajus Aurelius Cotta. Forfremmelsen markerede, at Cæsar var et velaccepteret medlem af aristokratiet med store fremtidsudsigter, hvad angik sin politiske karriere. Cæsar besluttede sig for at vende tilbage til Rom kort tid herefter og blev ved sin tilbagevenden valgt som en af militærtribunerne for året 71 f.Kr. Der er ingen beviser for, at Cæsar tjente i krig – selvom krigen mod Spartacus (såkaldte Spartacus-oprøret) var i gang – under sin embedsperiode. Han argumenterede dog for fjernelse af Sullas begrænsninger for plebejertribuner og for, at de, der havde støttet Lepidus' oprør, skulle benådes. Disse synspunkter var udbredte og mødte ingen væsentlig modstand. Året efter, i 70 f.Kr., blev Pompejus og Crassus valgt som konsuler og vedtog lovgivning, der genoprettede det plebejiske tribunats rettigheder. En af tribunerne – med Cæsars støtte – indførte derefter lovgivning, der benådede de lepidske, der var gået i eksil.
I sin periode som kvæstor i 69 f.Kr. tjente Cæsar under Gajus Antistius Vetus i Hispania Ulterior. Hans valg – som kvæstor – gav ham ligeledes et livslangt sæde i Senatet. Før han rejste, døde hans tante Julia (Marius' enke), og kort herefter døde Cæsars kone Cornelia efter at have født hans eneste legitime barn, Julia. Han holdt taler for begge ved deres offentlige begravelser. Under Julias begravelsesceremoni viste Cæsar billeder af sin tantes mand (Marius), hvis minde var blevet undertrykt efter Sullas sejr i borgerkrigen. Nogle fremtrædende Sulla-støttere – herunder Quintus Lutatius Catulus – som havde lidt under det marianske regime, rejste indsigelser, men på dette tidspunkt var afbildninger af ægtefæller i aristokratiske kvinders begravelsesoptog almindelige. I kontrast til hvad Plutarch berettede, var disse handlinger fra Cæsars sandsynligvis i overensstemmelse med en politisk tendens hen mod forsoning og normalisering, snarere end et ønske om en fornyet konflikt. Cæsar giftede sig hurtigt igen, og blev i denne forbindelse gift med Sullas barnebarn Pompeias.

### Valg til curule ædil ogpontifex maximus
I store dele af denne periode var Cæsar en af Pompejus støtter. Cæsar sluttede sig til Pompejus i de sene 70'erne for at støtte genoprettelsen af plebejertribunets rettigheder. Hans støtte til loven om at benåde de lepidske i eksil kan have været relateret til den samme tribuns lov om at tildele land til Pompejus veteraner. Cæsar støttede også lex Gabinia i 67 f.Kr., der tildelte Pompejus en ekstraordinær kommando mod pirater i Middelhavet. Ligeledes støttede Cæsar også lex Manilia i 66 f.Kr., der overførte militærkommandoen af den Tredje Mithridatiske Krig fra dens daværende kommandant Lucullus til Pompejus.
Fire år efter sin tante Julias begravelsesceremoni, i 65 f.Kr., tjente Cæsar som curule ædil og iscenesatte ekstravagante lege, der indbragte ham yderligere opmærksomhed og folkelig støtte. Han genoprettede også trofæerne, som Marius havde vundet og som Sulla havde fjernet, over Jugurtha og Kimbrer. I henhold til Plutarchs beretning blev trofæerne genoprettet natten over til tilskuernes klapsalver og glædestårer. En sådan pludselig og hemmelig genoprettelse ville ikke have været mulig – arkitekter, restauratorer og andre håndværkere ville have skulle ansættes og betales – og det ville heller ikke have været sandsynligt, at arbejdet kunne være blevet udført på en enkelt nat. Det er mere sandsynligt, at Cæsar blot genoprettede sin families offentlige monumenter – i overensstemmelse med standard aristokratisk praksis og dyden af pietas – og til trods for indvendinger fra Catulus blev disse handlinger bredt støttet af Senatet.
I 63 f.Kr. opstillede Cæsar som kandidat til praetor-embedet, ligesom han også opstillede som kandidat til pontifex maximus. Sidstnævnte embede var leder af Pontifikalkollegiet og den højst rangerende statsreligiøse embedsmand. I forbindelse med valget til pontifex maximus – som blev afholdt foran triberne – stod Cæsar over for to indflydelsesrige senatorer som modkandidater: Quintus Lutatius Catulus og Publius Servilius Isauricus. Cæsar kom sejrrigt ud. Mange forskere har udtrykt forbløffelse over, at Cæsars kandidatur blev taget alvorligt, men dette var ikke uden historisk præcedens. Kilder fra antikken hævder, at Cæsar betalte enorme bestikkelser eller var skamløst smigrende. At der aldrig blev rejst anklager om dette indikerer, at bestikkelse alene ikke var tilstrækkelig til at forklare hans sejr. Hvis der havde været behov for bestikkelser eller andre penge, kan de være blevet understøttet af Pompejus, som Cæsar på dette tidspunkt støttede og som modsatte sig Catulus' kandidatur.
Mange kilder hævder også, at Cæsar støttede de jordreformprogrammer, som plebejertribunen Publius Servilius Rullus fremsatte det år, men der er ingen kilder fra antikken, der bekræfter dette. Cæsar deltog også på en indirekte måde i retssagen mod Gajus Rabirius, der var anlagt af en af plebejertribunerne – Titus Labienus – for mordet på Saturninus i overensstemmelse med et senatus consultum ultimum omkring fyrre år tidligere. Årets mest iøjnefaldende begivenhed var den catilinariske sammensværgelse. Mens nogle af Cæsars fjender – herunder Catulus – hævdede, at Cæsar deltog i sammensværgelsen, er sandsynligheden for, at han deltog ekstremt lille.

### Praetor
Cæsar vandt let valget til praetor-embedet i 63 f.Kr. Som én af de valgte praetorer talte han i december – i Senatet – for ikke at henrette visse borgere, der var blevet arresteret i byen for at konspirere med gallere som led i en sammensværgelse. Det er uklart, hvad Cæsar forslag var på dette tidspunkt. De tidlige kilder hævder, at han foreslog livsvarigt fængsel uden retssag, mens senere kilder hævder, at han i stedet ønskede, at de sammensvorne skulle fængsles og afvente en retssag. De fleste beretninger er enige om, at Cæsar støttede konfiskation af de sammensvornes ejendomme og ejendele. Cæsar støttede sandsynligvis dette, da det var en kompromisløsning, der ville placere Senatet inden for rammerne af lex Sempronia de capite civis. Cæsar havde indledningsvis succes med at overbevise forsamlingen. En efterfølgende indgriben fra Cato fik dog Senatet til i sidste ende at stemme for henrettelse.
Under sit embedsperiode som praetor forsøgte Cæsar først at fratage sin fjende Catulus æren for at fuldføre genopbygningen af Templet for Jupiter Optimus Maximus, idet han beskyldte ham for underslæb og truede med at fremsætte lovgivning for at overdrage opgaven til Pompejus. Dette forslag blev hurtigt droppet på grund af næsten universel modstand. Han støttede derefter et forsøg fra plebejertribunen Metellus Nepos om at overføre kommandoen mod Catilina fra konsulen i 63 f.Kr. (Gajus Antonius Hybrida) til Pompejus. Efter et voldeligt møde i comitia tributa på Forum, hvor Metellus kom i håndgemæng med sine tribun-kolleger Cato og Quintus Minucius Thermus, vedtog Senatet et dekret mod Metellus, (Sveton hævder, at både Nepos og Cæsar blev afsat fra deres embeder. Dette ville dog have været en forfatningsmæssig umulighed) hvilket fik Cæsar til at tage afstand fra forslagene. Håbet om en provinsiel kommando og behovet for at genoprette forholdet til aristokratiet blev prioritet. Han blev også involveret i Bona Dea-affæren, hvor Publius Clodius Pulcher luskede sig ind i Cæsars hus under en kvindelig religiøs ceremoni. Cæsar undgik at blive involveret i sagen ved straks at lade sig skille fra sin hustru – og hævdede, at hans hustru skulle være "hævet over mistanke" – men der er ingen indikation på, at Cæsar støttede Clodius på nogen måde.
Efter sin embedsperiode som praetor blev Cæsar udnævnt til at administrere den romerske provins Hispania Ulterior som prokonsul. Dybt forgældet fra sine valgkampagner for praetor og pontifex maximus havde Cæsar brug for en militær sejr, der gik ud over den normale provinsielle udplyndring, for at tilbagebetale sin gæld. Han indledte en militærkampagne mod Callaeci og Lusitanerne og erobrede Callaecis hovedstad i det nordvestlige Hispania, hvilket bragte romerske tropper til Atlanterhavet og gav ham nok krigsbytte til at tilbagebetale sin gæld. Han hævdede at have fuldført erobringen af halvøen og vendte hjem efter at være blevet hyldet som imperator. Da han ankom til Rom i sommeren 60 f.Kr., blev han tvunget til at vælge mellem én triumf og at opstille som konsul. Enten kunne han blive uden for pomerium (Roms hellige grænse) og vente på sin triumf, eller også kunne han krydse grænsen og erklære sit kandidatur som konsul, hvorved han ville have opgivet sin kommando og dermed sin triumf. Et forsøg på at undtage kravet om, at Cæsar skulle erklære sit kandidatur personligt, blev filibustret i Senatet af Cæsars politiske modstander Cato, selvom størstedelen af Senatet syntes at støtte undtagelsen. Stillet over for valget mellem en triumf og opstille som konsul, valgte Cæsar at erklære sit kandidatur som konsul og frasige sig sin triumf.

## Første konsulat
Cæsar opstillede som konsul i 59 f.Kr. sammen med to andre kandidater. Hans politiske position på det tidspunkt var stærk. Han havde tilhængere blandt de familier, der havde støttet Marius eller Cinna. Derudover var hans forbindelser til det sullaniske aristokrati gode, ligesom hans støtte til Pompejus havde vundet ham støtte. Hans støtte til forsoning i kølvandet på borgerkrigen var populær i alle dele af samfundet. Med støtte fra Crassus, der støttede Cæsars fælles kandidatur med Lucius Lucceius, blev Cæsars sejr sikret. Lucceius vandt dog ikke, og vælgerne valgte i stedet Marcus Calpurnius Bibulus, som havde været både én af Cæsars langvarige personlige og politiske modstander.

### Første Triumvirat
Efter valgene forenede Cæsar både Pompejus og Crassus – der havde været politiske modstandere – i en tremandsalliance, der misvisende er blevet betegnet som det "Første Triumvirat" i moderne tid. Cæsar arbejdede stadig i december 60 f.Kr. på at finde allierede til sit konsulat, og alliancen blev først endeliggjort omkring begyndelsen af Cæsars periode som konsul.
Crassus er ofte blevet omtalt som den "rigeste mand i Rom", og denne formue havde han blandt andet brugt på at finansiere Cæsars politiske avancement. Crassus' rigdom gjorde det dermed muligt for Cæsar at opbygge et omfattende klientelnetværk, herunder bestikke forskellige interessenter. Pompejus havde som ung opnået stor militær succes og var anerkendt som en af de dygtigste romerske generaler, og havde derfor været i stand til at gøre en lynkarriere indenfor politik (uden at følge den normale cursus honorum). Pompejus politiske magtposition byggede således i højere grad på hans militære magt, der var essentiel for politisk succes i den sene republikanske æra. I 60 f.Kr. var Pompejus og Crassus således to af de mest indflydelsesrige politikere i Rom, men de to herre havde samtidig en intern rivalisering og kunne derfor ikke udstå hinanden.
Pompejus og Crassus havde imidlertid begge svært ved at få gennemført deres politiske agenda. Optimaterne i Senatet – anført af Cato den Yngre og Metellus Celer – blokerede således forskellige lovforslag samt ratificeringen af forskellige traktater, som Pompejus og Crassus gerne så vedtaget. De kunne dermed ikke overvinde optimaternes modstand på egen hånd. Selvom det således kunne virke som om Cæsar både var den yngste og det mindst betydningsfulde medlem af denne uformel politisk alliance ("Første Triumvirat"), så spillede han en central rolle i at modvirke optimaterne indflydelse. Cæsar var således en dygtig, uforskammet og ambitiøs politiker, som kunne udnytte Pompejus' og Crassus' store politiske indflydelse – og samtidig forene de to herre i en uformel politisk alliance. Pompejus og Crassus forenede sig således for at forfølge deres respektive politiske mål. Disse omfattede blandt andet en ratificering af Pompejus' østlige aftale (erobringer efter den Tredje Mithridatiske Krig) og en lov om provinsadministration og skatteopkrævning i Asien (omhandlede mange af Crassus' klienter). Alle tre søgte en landbrugslov i form af jordtildelinger, hvor særligt Pompejus søgte de lovede jordtildelinger til sine veteraner.

### Konsulåret 59 f.Kr.
Cæsar første handling var at offentliggøre protokollerne fra Senatet og forsamlingerne, hvilket signalerede Senatets ansvarlighed over for offentligheden. Han fremlagde derefter et lovforslag overfor Senatet – udformet for at undgå indvendinger mod tidligere landreformforslag og enhver indikation af radikalisme – om at købe ejendom fra villige sælgere til at distribuere til Pompejus' veteraner og de fattige i byen. Det ville blive administreret af en komité på tyve (uden Cæsar), og finansieret af Pompejus' krigsbytte og territoriale gevinster. Han henviste lovforslaget til Senatet i håbet om, at de ville tage sig af sagen, efter de indså hvordan det gavnede folket. Der var der ringe modstand i Senatet, og den obstruktionisme, der fandt sted, var stort set principløst. De modsatte sig ikke på grund af offentlig interesse, men snarere modstand mod Cærsars politiske fremskridt. Ude af stand til at overvinde Catos filibuster, fremsatte han lovforslaget for folket. På et offentligt møde truede Cærsars medkonsul Bibulus herefter med at nedlægge et permanent veto for hele året. Dette var et klart brud på folkets veletablerede lovgivningsmæssige suverænitet og udløste et oprør, hvor Bibulus' fasces blev brudt, hvilket symboliserede folkets afvisning af hans magistrat. Lovforslaget blev derefter vedtaget. Bibulus forsøgte at tilskynde Senatet til at annullere det på grund af, at det blev vedtaget ved vold og i strid med auspicier, men Senatet nægtede.
Cæsar fremsatte og vedtog også en reduktion på en tredjedel af skattebøndernes restancer, hvilket Crassus havde ønsket. Ligeledes ratificerede han Pompejus' østlige aftaler. Begge lovforslag blev vedtaget uden, eller med ringe, debat i Senatet. Cæsar ønskede herefter (engang i maj) at udvide sin landbrugslov til Campania. Det kan være her, Bibulus trak sig tilbage til sit hus. Pompejus indgik kort tid herefter et ægteskab med Cærsars datter Julia for at forsegle og styrke deres alliance. En allieret af Cærsar – plebejertribunen Publius Vatinius – fremlage lex Vatinia, der tildelte administrationen (som guvernør) af de romerske provinser Illyricum og Cisalpine Gallien til Cæsar i fem år. Svetons påstand om, at Senatet havde tildelt Cæsar silvae callesque ("skov og spor") er sandsynligvis en overdrivelse. Frygten for en gallisk invasion var vokset i 60 f.Kr., og det er mere sandsynligt, at konsulerne var blevet tildelt Italien – en defensiv position, som cæsariske partisaner afviste som "bare 'skovspor'". Senatet blev også overtalt til at tildele Cæsar Transalpine Gallien, underlagt årlig fornyelse, sandsynligvis for at kontrollere hans evne til at føre krig på den anden side af Alperne.
Engang i løbet af året – måske efter vedtagelsen af loven om at distribuere det land i Campania og efter disse politiske nederlag – trak Bibulus sig tilbage til sit hus. Der udstedte han edikter in absentia, hvilket hævdede at annullere alle dage, hvor Cæsar eller hans allierede kunne afholde afstemninger, som følge af religiøse årsager. Cato forsøgte også symbolske at appellere mod Cæsar, hvilket gjorde det muligt for ham og hans allierede at "foregive offer". Disse taktikker lukkes med at opbygge afsky for Cæsar og hans allierede gennem året. Denne modstand forårsagede alvorlige politiske vanskeligheder for Cæsar og hans allierede, hvilket modsiger den almindelige skildring af det "Første Triumvirat" politisk overherredømme. Senere på året fremsatte og vedtog Cæsar dog – med støtte fra sine modstandere – loven lex Julia de repetundis for at slå ned på korruption i provinserne. Da hans periode som konsul sluttede, blev Cærsars lovgivning udfordret af to af de nye praetorer, men diskussionen i Senatet gik i stå og blev derefter helt droppet. Han blev i nærheden af byen indtil engang omkring midten af marts.

## Gallerkrigene
Under Gallerkrigene skrev Cæsar sine Commentarii de Bello Gallico (dansk: kommentarer om Gallerkrigene) om disse militære kampagner, som blev anerkendt allerede på hans samtid som et latinsk litterært mesterværk. Værket havde til hensigt at dokumentere Cærsars militære kampagner med sine egne ord og samtidig fastholde støtten i Rom for sine militære operationer og karriere. Værket består af omkring ti bind, der dækker de militære kampagner i Gallien fra 58 til 52 f.Kr. Hvert bind blev sandsynligvis produceret i året efter de beskrevne begivenheder fandt sted, og de var sandsynligvis målrettet den generelle – eller i det mindste den læsende – befolkning i Rom. Selvom beretningerne er skrevet i en letlæselig skrivestil med en saglig tone, anser moderne historikere beretningerne for at være partiske og – i hvert fald i nogen grad – historisk ukorrekte. Således er visse detaljer sandsynligvis overdrevet, nederlag bliver undskyldt og marginaliseret, mens sejre bliver fremhæv og talt op. Moderne historikere anser derfor værket for at være et stykke velskrevet propaganda. Ikke desto mindre er det næsten den eneste kilde vi har, som beskriver begivenhederne i Gallien i denne periode.

### Krigens begyndelse
I 58 f.Kr. var Gallien i midten af en periode med ustabilitet. Stammer havde invaderet det Transalpine Gallien, og der var en igangværende kamp mellem to stammer i det centrale Gallien, som indirekte involverede romerske alliancer og politik. Fjendtligheden blandt gallerne – de dannede ikke nogen forenet blok – ville blive udnyttet i de kommende år. Den første konfrontation fandt sted i april 58 f.Kr., da Cæsar forhindrede de migrerende helvetier i at bevæge sig gennem romersk territorium. Dette gjorde Cæsar angiveligt fordi han frygtede, at de ville afsætte en romersk allieret. Ved at bygge en mur stoppede han deres bevægelse nær Genève og – efter at have rejst to legioner – besejrede dem ved Slaget ved Bibracte, før han tvang dem til at vende tilbage til deres oprindelige hjem. Cæsar blev efterfølgende trukket længere mod nord som reaktion på anmodninger fra galliske stammer, herunder hæduerne, om hjælp mod Ariovistus, som var konge af sveberne og en erklæret ven af Rom af Senatet under Cæsars egen konsul-periode. Cæsar besejrede dem ved Slaget ved Vesontio.
Cæsar overvintrede i det nordøstlige Gallien nær belgerne i vinteren 58-57 f.Kr., hvilket udløste et oprør blandt hans fjender, som ønskede hans tropper fjernet. Mange af disse stammer forudså – med rette – at Cæsar ville forsøge at erobre hele Gallien, mens andre stammer forsøgte at indgå en alliance med romerne. Cæsar intervenere igen i en intern gallisk konflikt og marcherede mod belgernes stamme-konføderation. Disse beboede omtrent et området svarende til det moderne Belgien. Han var i stand til at opnå en sejr i forbindelse med Slaget ved Sabis, hvorefter Cæsar brugte det meste af 56 f.Kr. på at undertrykke belgerne og sprede sine tropper, så de kæmpede i det meste af Gallien, herunder mod venetierne i det, der i dag er Bretagne. På dette tidspunkt var næsten hele Gallien – undtagen de centrale regioner – blevet underlagt romersk overherredømme.
I et forsøg på at styrke sit militære ry rykkede han mod germanerne, som forsøgte at krydse Rhinen. Rhinen havde ellers markeret grænsen mellem germanerne og romerne. Her viste han romersk ingeniørkunst ved at bygge en bro over Rhinen, et teknisk mesterværk, der skulle demonstrere Roms evne til at projicere magt.

## Borgerkrigen (49 f.Kr. – 45 f.Kr.)
Efter Crassus døde i kamp mod partherne i 53 f.Kr. begyndte alliancen mellem Cæsar og Pompejus stille og roligt at bryde sammen. Ligeledes havde Julias (Cæsars datter og Pompejus kone) død i 54 f.Kr. medvirket til at forholdet mellem Pompejus og Cæsar var blevet forværret – og en konfrontation mellem de to virkede mere og mere uundgåelig.
Mellem 52 og 49 f.Kr. smuldrede tilliden mellem Cæsar og Pompejus dog for alvor. I 51 f.Kr. foreslog konsul Marcellus, at Caesar skulle hjemkaldes fra hans guvernørskab i Gallien. Han argumenterede for, at Cæsars opgave (provincia) i Gallien – som følge af hans sejr over Vercingetorix i 52 f.Kr. – var afsluttet. Det var åbenlyst forkert, da Cæsar samme år kæmpede mod bellovakerne. Samtidig blev der nedlagt veto mod forslaget. Samme år virkede det til, at de konservative kræfter omkring Cato i Senatet ville forsøge at få Pompejus til at tvinge Cæsar til at vende tilbage fra Gallien uden ære eller mulighed for at opstille til en ny periode som konsul. Cato, Bibulus og deres allierede lykkedes med at få Pompejus på deres side og indtage en hård linje over for Cæsars fortsatte magt i Gallien.

### Krydser Rubicon og march mod Rom
I månederne op til januar 49 f.Kr. synes både Caesar og de anti-Cæsarianske (bestående af Pompejus, Cato og andre) at tro, at den anden part ville give efter. Begge parter oprustede, men samtidig herskede der ikke den store lyst til at starte en krig. Senatet krævede i begyndelse af januar 49 f.Kr., at Cæsar skulle opgive sin post og legioner eller blive erkæret fjende af staten. Pro-Cæsarianske plebejertribuner nedlagde veto mod disse forslag, men Senatet ignorere dette og udstedte senatus consultum ultimum ("Senatets endelige dekret"). Som reaktion herpå flygtede en række af disse pro-Cæsarianske tribuner fra Rom til Cæsars lejr mod nord.
Den 10. eller 11. januar krydsede Cæsar Rubicon-floden, der markerer grænsen mellem provinsen Cisalpine Gallien mod nord og romersk Italien mod syd. I forbindelse med, at han krydsede Rubicon-floden hævder Sveton, at Cæsar udbrød alea iacta est ("terningen er kastet"), selvom Plutarch fastholder, at Cæsar talte på græsk og citerede digteren Menander med anerriphtho kubos ("ἀνερρίφθω κύβος", "lad terningen blive kastet"); Cæsars egne erindringer nævner slet ikke Rubicon-floden. Denne begivenhed markerede en formel start på fjendtlighederne, hvilket "uden tvivl" gjorde Cæsar til "en oprører".
Årsagen til at Cæsar krydsede Rubicon-floden er gådefulde og bliver debatteret. Således taler bl.a. Sveton og Pollio om et muligt retsopgør, som årsagen til at Cæsar krydsede Rubicon-floden og indledte borgerkrigen. Andre beskriver Cæsars vanskeligheder ved at opnå et andet konsulskab og en triumf, som den primære motivationsfaktor. Cæsars angav selv, at han forsvarede plebejertribunernes rettigheder (bredt anerkendt som værende en misvisende årsagsforklaring), ligesom han ønskede at beskytte sine personlige dignitas (værdighed eller prestige).
Det romerske Italien var uforberedt på Cæsars invasion. Nyheden om Cæsars indtog i Italien nåede Rom omkring den 17. januar. Pompejus og hans allierede forlod byen sammen med mange uengagerede senatorer, der frygtede blodige hævndrab som i de tidligere borgerkrige. Først da Cæsar nåede Corfinium mødte han alvorlig modstand, som var anført af Lucius Domitius Ahenobarbus. Cæsar indledte herefter en belejring af byen, men byen overgav sig hurtigt og indvilligede i at give en loyalitetsed til Cæsar. Cæsar udviste barmhjertighed og benådede Ahenobarbus.
Cæsars fremrykning langs Adriaterhavskysten var overraskende mild og disciplineret: hans soldater plyndrede ikke landområderne, som soldater havde gjort under Forbundsfællekrigen et par årtier tidligere. Cæsar forfulgte Pompejus, som var flygtet syd til Brundisium. Cæsar ankom til Brundisium den 9. marts med seks legioner. De fleste af Pompejus' styrker var på dette tidspunkt allerede flygtet over Adriaterhavet til Graecia, men en bagtrop på to legioner afventede at blive transporteret over Adriaterhavet. Cæsar forsøgte at blokere havnen, men det lykkes pompeianerne at flygte østpå med næsten alle deres mænd og skibe i behold.

### Kampagne i Hispania og første udnævnelse som diktator
Efter det ikke lykkes Cæsar at forhindre Pompejus i at flygte mod øst, vendte Cæsar sig mod vest og Hispania. Pompejus havde som guvernør af Hispania flere loyale legioner udstationeret i regionen. Cæsar rejste derfor mod Hispania og betroede Marcus Antonius med ansvaret for at opretholde orden i Italien. På vejen mod Hispania belejrede han Massilia (nutidens Marseille), da byen nægtede ham adgang og desuden var kommet under kommandoen af føromtalte Domitius Ahenobarbus. Cæsar lod en belejringsstyrke forblive og forsætte selv fremmarchen mod Hispania med en lille gruppe livvagter og kavaleri.
Han ankom i juni 49 f.Kr. til Ilerda (nutidens Lleida), hvor han havde fået følgeskab af nogle af de legioner, som havde kæmpet med under Gallerkrigene. Her besejrede han en pompejansk hær under ledelse af legaterne Lucius Afranius og Marcus Petreius i forbindelse med slaget ved Ilerda. Pompejus' tilbageværende legat i Hispania, Marcus Terentius Varro, overgav sig kort tid efter, hvorpå hele Hispania kom under Cæsars kontrol. Samtidig med Cæsars kampagne i Hispania havde han sin løjtnant Curio til at invadere Sicilien og Afrika med støtte fra Gajus Caninius Rebilus, men den kampagne mislykkes.
Cæsar vendte tilbage til Rom i december 49 f.Kr., hvorefter han fik praetor Marcus Aemilius Lepidus til at udnævne ham til diktator. At være diktator var den eneste måde, hvorpå han kunne undgå at opgive sit imperium, legioner, provincia og ret til at triumfer, mens han var i pomerium (befinde sig indenfor Roms bygrænser). Cæsar opstillede derefter til de valg, som han selv havde indkaldt til som diktator. Her vandt han en anden periode som konsul med Publius Servilius Vatia Isauricus som sin med-konsul. Han trådte herefter tilbage som diktator efter blot elleve dage.

### Makedonsk kampagne
Efter sit kortvarige ophold i Rom genoptog Cæsar sin forfølgelse af Pompejus over Adriaterhavet. Da Cæsar ankom til Brundisium manglede han nok skibe til at transportere hele sin hær over Adriaterhavet ad én omgang. Han var derfor nødsaget til at fortage flere overfarter over Adriaterhavet, hvilket var yderligere kompliceret af, at den pompejansk flåde – under ledelse af Bibulus – patruljerede den østlige side af Adriaterhavet. I januar 48 f.Kr. overraskede Cæsar dog Bibulus ved at foretage en overfart i en af vintermånederne. Bibulus' flåde hanlede dog hurtigt og kaprede nogle af Cæsars transportskibe, da de vendte tilbage mod Brundisium. Dette efterlod Cæsar strandet med syv legioner og sparsomme forsyninger af mad.
Cæsar opdagede efterfølgende, at Pompejus' vigtigste forsyningsbase lå ved Dyrrachium, hvorfor han marcherede sin hær mod denne by. Han trak sig dog efterfølgende tilbage, idet Pompejus ankom først til byen med overlegne styrker. Efter at resten af Cæsars hær ankom fra Italien – under ledelse af Marcus Antonius – den 10. april rykkede Cæsar frem mod Dyrrachium igen, hvilket ledte til Slaget ved Dyrrachium. Efter måneder med småkonfrontationer, tvang Pompejus' hær Cæsar til fortage en strategisk tilbagetrækning til Thessalien.
Efter Pompejus havde modtaget yderligere forstærkninger, forsøgte han at tvinge Cæsar ud i et afgørende slag, hvorfor han forfulgte ham. Efter flere dages kavaleri-træfninger lykkedes det Cæsar at lokke Pompejus væk fra en bakke og tvinge ham til at kæmpe på sletten ved Farsalos. Under slaget mislykkedes en flankeringsmanøvre – ledet af Labienus – mod en af Cæsars reservelinjer, hvilket førte til et sammenbrud af det pompeianske infanteri mod Cæsars veteraner. Kort tid efter slaget, engang i oktober, blev Cæsar udnævnt til diktator for anden gang – denne gang for et helt år.
Pompejus, fortvivlet over nederlaget, flygtede med sine rådgivere oversøisk til Mytilene og derfra til Kilikien, hvor han afholdte et krigsråd. Samtidig samledes Catos tilhængere i Corcyra og drog derfra til Libyen. Andre – heriblandt Marcus Junius Brutus – søgte Cæsars benådning og rejste over marskområder til Larissa, hvor han derefter blev hilst elskværdigt velkommen af Cæsar i sin lejr. Pompejus' krigsråd besluttede at flygte til Egypten, som året forinden havde forsynet ham med militær hjælp.

### Egypten og Kleopatra
Da Pompejus ankom til Egypten, blev han mødt af en velkomstdelegation bestående af flere egyptere og to romerske officerer, som havde tjent under Pompejus tidligere. Kort efter han var gået ombord på deres båd, blev Pompejus myrdet for øjnene af sin kone og sine venner på dækket. Cæsar forfulgte energisk Pompejus, og ankom tre dage efter han var blevet drab. Cæsar blev præsenteret Pompejus' hoved sammen med hans seglring. Cæsar græd angiveligt, da han så ringen og vigede tilbage fra hovedet.
Mens Cæsar opholdte sig i Egypten, blev han involveret i en dynastisk strid mellem Ptolemaios XIII og Kleopatra. Det var i et testamente (registreret i Rom) fra den sidste egyptiske konge (Ptolemæus XII Auletes) blevet bestemt, at de søskende (og ægtefæller) skulle regere landet sammen. I år 48 f.Kr. var forholdet mellem de to medregenter dog brudt sammen. Cæsar krævede, at en enorm gæld på ti millioner denarer skulle tilbagebetales, som den forrige konge har lovet. Han erklærede desuden, at han ville mægle arvestridigheden mellem Ptolemæus XIII og Kleopatra. Som modsvar samlede Pothinus (Ptolemæus XIII's eunuk-regent) tilsyneladende en hær, der belejrede det kongelige kvarter i Alexandria, som Cæsar havde besat siden sin ankomst til Egypten. Cæsar tilkaldte herefter forstærkninger fra det den romerske provins i Asien.
Under belejring i Alexandria mødte Cæsar Kleopatra, efter hun i hemmelighed havde sneget sig ind i det kongelige kvarter. Cæsar indledte indledte efterfølgende et forhold med hende. Omkring dette tidspunkt fremlagde Cæsar også sin afgørelse med hensyn til den dynastiske strid: testamentets vilkår var klare, og begge skulle være medherskere. Beslutningen ophidsede sandsynligvis Ptolemaios XIII, der formentlig allerede var bekendt med forholdet mellem Caesar og Kleopatra. Efter nogle måneder med belejring af det kongelige kvarter i Alexandria kom nogle tropper, under ledelse af Mithridates af Pergamon, ham til undsætning. Det ledte til et slag mod egypterne, hvor egypterne blev besejret. Ptolemaios XIII flygtede, men druknede da hans båd kæntrede.
Efter sejren indsatte Cæsar Kleopatra som regent over Egypten sammen med en ny medregent, hendes yngre bror Ptolemaios XIV. Cæsars blev efterfølgende i landet i omkring tre måneder. Her sejlede han op ad Nilen med Kleopatra, sandsynligvis mest for at hvile sig, men måske også for at understrege Roms støtte til Kleopatras nye regime. I midten af 47 f.Kr. tvang nyheder om uro i Lilleasien Cæsar til at forlade Egypten. Historiske kilder antyder, at Kleopatra allerede var gravid på dette tidspunkt. Cæsar efterlod tre legioner for at sikre Kleopatras styre. Kleopatra fødte sandsynligvis et barn i slutningen af juni, som hun kaldte "Ptolemaios Cæsar", mens alexandrinerne kaldte dette barn "Caesarion". Cæsar antog sandsynligvis, at barnet var hans, da han tillod brugen af navnet.

### Kampagne i Lilleasien
Som følge af borgerkrigen i Rom så Farnakes II sit snit til at generobre de landområder, som hans far havde mistet under den Tredje Mithridatiske Krig. Han invaderede hurtigt store dele af Kappadokien, Armenien, det østlige Pontus og Lille Kolchis. Cæsar forlod derfor Egypten og drog nordpå langs den østlige Middelhavskyst. Han bevægede sig direkte mod Farnakes' invasionsstyrke. Cæsar formål var at beskytte sin prestige, der ville have lidt et alvorligt knæk, hvis en udenlandsk invasionstyrke fik lov at romersk territorium. Farnakes forsøgte at forhandle med Cæsar, men Cæsar afviste alle forhandlinger.
Da romerne ankom i nærheden af bjergbyen Zela, indledte Farnakes et frontalangreb, mens romerne forskansede sig. Angrebet skabte forvirring blandt Cæsars styrker, men de reorganiserede sig hurtigt og drev Farnakes mænd ned ad bakken. Efter et gennembrud på Cæsars højre flanke blev Farnakes' hær fuldstændig slået på flugt. Han flygtede tilbage til sit kongerige, men blev hurtigt myrdet. Hele dette felttoget tog kun få uger.
Sejren over Farnakes var så hurtig, at Cæsars i et brev til en ven i Rom spøgte med ordene "Veni, vidi, vici" ("Jeg kom, jeg så, jeg sejrede"). Udtrykket blev senere båret på skilte under hans triumftog for sejren i Pontos. Ligeledes hånede Cæsar også Pompejus for at opnå berømmelse ved at kæmpe mod så svage modstander.

### Afrikanske kampagne
Cæsar vendte kortvarigt tilbage til Italien og Rom sidst i 47 f.Kr. I Brundisium mødte han og benåde Cicero, som havde opgivet håbet om Pompejus' sejr efter dennes død. Cæsar havde betroede ansvaret for at administrere Rom og Italien til Antonius, mens han havde været på kampagner i Egypten og Lilleasien. Men der var i mellemtiden udbrudt oprør, mytteri og kaos i Rom og Italien blandt dele af befolkningen og soldaterne. Ved sin tilbagekomst gjorde Cæsar det derfor klart, at hans tillid til Antonius var forsvundet. Cæsar valgte tilstrækkelige suffect magistrater for 47 f.Kr. samt magistrater for det nye år (46 f.Kr.). For sit eget vedkommende nægtede han at fortsætte som diktator, og lod sig i stedet udpege som konsul sammen med Lepidus. Cæsar fik efterfølgende kontrol over uroen og overtalt de oprørske tropper til at gøre tjeneste i en sidste kampagne i Afrika, hvor Cato den Yngre, Scipio og Labienus havde samlet deres styrker.
I slutningen af december 47 f.Kr. beordrede Cæsar sine mænd til at samles i Lilybaeum på Sicilien. Overfarten til Afrika blev forstyrret af en voldsom storm, hvorfor kun et begrænset antal tropper gik i land med ham nær den fjendtlige havn Hadrumentum. Legenden siger, at Cæsar faldt ned på stranden i forbindelse med landgangen, men da han landede grinede han det dårlige varsel af og greb to håndfulde sand og erklærede "Jeg har fat i dig, Afrika!".
Sammenlignet med Scipios – som også havde allieret sig med Kong Juba I af Numidia – var Cæsars styrker stærkt i undertal. Cæsar sendte derfor bud til Sicilien om forstærkning. Efter nogle mindre slag, befæstede Cæsar sin lejr ved Ruspina. Cæsar hær var ligeledes forhindret i at skaffe forsyninger. Scipios hær led under udbredt desertion, men Cæsar fastholdt en defensiv strategi indtil han blev forstærket med to legioner – 800 galliske kavalerister og betydelige mængder madforsyninger. Herefter gik han igen i offensiven. Efter nogle mindre træfninger mellem Cæsar og Scipio, blev Scipio forstærket med Jubas allierede kavaleri og tunge infanteri. Herefter blev Cæsars styrker ligeledes forstærket af nogle veteranlegioner. Da han var ved at løbe tør for forsyninger, og der var ringe chance for at indtage Uzitta, besluttede Cæsar sig for at marchere væk. Han indtog dog nogle forsyningsdepoter, før han rykkede frem og belejrede Thapsus.
Ved at manøvrere på en måde, der indsnævrede fronten, tvang Cæsar Scipios hær til at opstille til kamp. Dette begrænsede fordelen ved Scipios større hær. Cæsar henvendte sig derefter til sine mænd, som spontant angreb fjendens linjer og overraskede dem fuldstændigt, hvilket ledte til en hurtig sejr. Plutarch fortæller dog en anden historie. I henhold til ham frygtede Cæsar et epileptisk anfald og blev bragt til hvile, hvilket ledte til et forvirret angreb. Uanset forløbet blev Scipios hær totalt nedkæmpet med enormt tab i forbindelse med Slaget ved Thapsus: omkring 10.000 døde pompeianer mod kun 50 cæsariske tab.
Scipio og resten af den pompeianske ledelse var dog i stand til at undslippe, selvom de fleste ville ende med at dø i løbet af nogle uger – enten som følge af selvmord eller henrettelse efter tilfangetagelse. Scipio selv forsøgte at flygte til søs, men begik selvmord, da han blev opsnappet af caesariske skibe. Juba og en pompejansk officer ved navn Marcus Petreius indgik en pagt om at begå selvmord ved at kæmpe mod hinanden. Labienus undslap og tog til Hispania, hvor han sluttede sig til Gnæus og Sextus Pompejus (Pompejus' sønner). Cato havde under Salget ved Thapsus begrundet sig i byen Utica og havde derfor ikke selv deltaget i slaget. Efter at være blevet informeret om nederlaget begik Cato dog selvmord.
I juni 46 f.Kr. forlod Cæsar Afrika med kurs mod Rom, og vendte tilbage til byen mod slutningen af juli.

### Tilbagevenden til Rom og fejring af triumfer
Efter sin tilbagevenden til Rom fejrede Cæsar en firedobbelt triumf: én for sine erobringer i Gallien, én for kampagnen i Egypten, én for kampagnen i Lilleasien og én for kampagnen i Afrika. Festlighederne begyndte den 21. september og varede frem til den 2. oktober med overdådige parader med fanger og plyndrede skatte.
Den græske historiker Appian (c. 95-160 e.Kr.) beskriver Cæsars triumfer i sine beretninger om de romerske borgerkrige. Heri beretter Appian, at Cæsar var omhyggelig med ikke at fremstille triumftogene, som en sejr over andre romere. Ikke desto mindre blev der i forbindelse med triumftogene fremvist tyve meget varierede billeder, der viste alle begivenhederne og de involverede personer – bortset af Pompejus, som Cæsar alene besluttede ikke at portrættere, da han stadig var meget savnet af alle. Her udviste folkemængden misfornøjelse, da de så billederne af de katastrofer, der var overgået deres eget folk, særligt billederne af Scipio, Petreius og Cato.
Appian beretter endvidere, at 65.000 talenter sølv blev fremvist under triumftogene, ligesom også 2.822 guldkranse med en vægt på 20.414 pund blev fremvist. Umiddelbart efter triumftogene udelte Cæsar en masse gaver, der oversteg alle de løfter han tidligere havde givet. Hver almindelig soldat modtog 5.000 denarer, mens hver centurion fik det dobbelte og hver militærtribun samt kavaleripræfekt igen det dobbelte. Disse beløb svarende til mere end 16 års løn for en almindelig soldat, og endnu mere med hensyn til centurioner og officerer.
Der blev endvidere afholdt enorme lege og offentlige banketter. Der var hestevæddeløb og musikkonkurrencer og kampe – disse kampe omfattede tusindvis af soldater, hundredvis af kavalerister samt elefanter og andre dyr. Cæsar opførte også et templet for Venus Genetrix ("Moderen Venus"), i henhold til et løfte han havde givet aftenen før Slaget ved Farsalos.

### Anden kampagne i Hispania og afslutningen på borgerkrigen
Cæsar rejste til Hispania i november 46 f.Kr. for at undertrykke et oprør her. Efter Cæsars første felttog i Hispania tilbage i 49 f.Kr. var der i mellemtiden udbrudt et oprør i regionen. Oprøret skyldes den den kommandør, Quintus Cassius Longinus, som Cæsar havde efterladt med ansvaret for provinsen. Hans "grådighed og... ubehagelige temperament" fik mange provinsbeboere og tropper til åbent at erklære sig som tilhængere af pompeianerne– delvist samlet under Pompejus sønner Gnæus og Sextus. Pompeianerne i Hispania havde yderligere fået selskab af andre pompeianer, der var flygtninge fra Thapsus – herunder Labienus.
Cæsar drog afsted med blot én erfaren legion – og otte legioner i alt. Mange af hans veteraner var blevet afskediget. Gnæus Pompejus' styrker talte tretten legioner og yderligere hjælpesoldater (auxilia), hvilket var med til at skabe frygt om, at Cæsarville blive besejret af Gnæus Pompejus. Da Cæsar ankom til Hispania brød han først en belejringen af Ulia og marcherede derefter videre mod Corduba, der var besat af Sextus Pompejus. På Labienus' råd nægtede Gnæus i første omgang at komme Sextus til undsætning, hvilket tvang Cæsar til at belejre byen gennem vinteren. Belejringen blev dog afbrudt på grund af manglende fremgang. Cæsar marcherede herefter mod Ategua, mens Gnæus' hær fulgte efter ham. Betydelige deserteringer begyndte dog at svække Pompejus' styrker, og Cæsar indtog Ategua den 19. februar 45 f.Kr. Gnæus Pompeys styrker trak sig efterfølgende tilbage fra Ategua, men blev forfulgt af Cæsar.
Deserteringer tvang Gnæus Pompejus til at kæmpe på en højderyg nær Munda. Cæsar – der søgte en afgørende sejr – stillede sine tropper op og lod dem marchere op ad højderyggen for at angribe Pompejus' soldater i en hård kamp. Cæsars styrker vaklede, og Cæsar selv måtte ile til frontlinjen for personligt at opildne sine mænd til kamp. Sejren kom først da Cæsars tiende legion (på hans højre flanke) brød igennem den pompeianske linje. Labienus forsøgte at lukke hullet med en legion, men dette var for sendt. Kampene var så hårde, at Plutarch fortæller, at Cæsar fortalte sine venner, at han "har ofte kæmpet for sejr, men aldrig før for mit liv". Sveton hævder, at Cæsar overvejede selvmord i fortvivlelse. Labienus blev dræbt i kampene. Gnæus Pompejus undslap, men blev kort tid efter fanget og halshugget. Sextus Pompejus formåede at flygte og gå i skjul. Derefter var borgerkrigen forbi.
På vej tilbage til Rom efter sin sejr i Hispania, rejste Cæsar gennem det sydlige Gallien og Narbo Martius. Her grundlagde han en række kolonier for sine veteraner, belønnede sine soldater og støtter samt tildelte forskellige galliske byer latinske rettigheder. Han mødte og forsonede sig også med Marcus Antonius. Endvidere lovede han Marcus Junius Brutus, at han ville udpeget som praetor i 44 f.Kr. og muligvis ville blive udpeget konsul i 41 f.Kr.
I oktober 45 f.Kr., da Cæsar var kommet tilbage til Rom, fejrede han endnu en triumf – denne gang var triumfen for hans netop afsluttet kampagn i Hispania, hvor han havde besejret sine medborgere (romere). Dette efterlod et dårligt indtryk blandt den romerske befolkning, da triumfer normalvis blev blev tildelt som følge af erobringer af fremmede magter – ikke interne magtkampe.

## Diktatortid

### Hæder og udpegelse til diktator
I perioden efter Cæsars sejr ved Farsalos i 48 f.Kr. overøste Senatet Cæsar med forskellige æresbevisninger, herunder titlen praefectus moribus (overs. 'præfekt for moralen'), som historisk var forbundet med censorernes beføjelse til at revidere Senatets medlemslister. Sejren fik Senatet i Rom til at erklære 50 dages taksigelse, give Cæsar titlen "Befrier" og indvie et tempel til Friheden. Han fik også magt over krig og fred, og tiltog sig dermed en beføjelse, der traditionelt blev varetaget af comitia centuriata. Disse beføjelser var knyttet til Cæsar personligt. Ligeledes var der en række ekstraordinære symbolske æresbevisninger, der betød, at Cæsars portræt blev præget på mønter i Rom – hvilket var første gang denne hæder var tilfaldet en levende romer. Han blev yderligere tildelt retten til at bære en særlig (kongelig) dragt, sidde på en gylden stol mellem konsulerne i Senatet og fik sine statuer opstillet i offentlige templer. Herunder blev der opstillet en elfenbensstatue af Cæsar på Kapitol lige ved siden af kongerne og i templet for Quirinus. Måneden Quintilis (i den romerske kalender) – hvori Cæsar var blevet født – blev omdøbt til Julius (i dag kendt som juli). Ligeledes fik Cæsar det permanente navn Imperator og modtog titlen parens patriae (sit lands fader).
Før Cæsar antog titlen dictator perpetuo (diktator på livstid) i februar 44 f.Kr., var han blevet udnævnt til diktator omkring fire gange siden sin første udpegelse som diktator i 49 f.Kr. Efter at han havde indtaget Rom i 49 f.Kr. arrangerede han således den første udnævnelse som diktator – primært for at kunne afholde valg – som han dog fratrådte igen blot 11 dage. De andre diktaturer varede i længere perioder – op til et år – og i april 46 f.Kr. fik han tildelt et nyt diktatur årligt. Den opgave, han blev tildelt, var den samme som den Sulla tidligere var blevet tildelt: rei publicae constituendae (at genoprette statens orden). Disse udnævnelser var imidlertid ikke selve kilden til den juridiske magt – i henhold til de litterære kilder var de i stedet æresbevisninger og titler, der afspejlede Cæsars dominerende position i staten. Denne dominerende position var ikke sikret af ekstraordinære embeder eller juridiske beføjelser, men af hans personlige status som sejrherre over andre romere.
Beslutningerne om statens normale drift – retsvæsen, lovgivning, administration og offentlige arbejder – blev koncentreret hos Cæsar personligt uden særlig hensyntagen til den Romerske Republiks traditionelle institutioner. Cæsars domminerende position over offentlige anliggender og hans tendens til at udelukke alle andre fremmedgjorde den politiske klasse og var en årsagerne, der i sidste ende ledte til sammensværgelsen mod hans liv.

### Reformer
Så vidt det vides i diverse kilder, havde Cæsar ikke til hensigt at omstrukturere det romerske samfund. Ernst Badian, der skriver i Oxford Classical Dictionary, bemærkede, at selvom Cæsar gennemførte en række reformer, berørte de ikke kernen i det republikanske system. Han "havde ingen planer om grundlæggende social og forfatningsmæssig reform", og at "de ekstraordinære æresbevisninger, som han fik tildelt... gjorde ham ikke til mere end et dårligt passende hoved, der var podet på den traditionelle strukturs krop".
Den vigtigste af Cæsars reformer var kalenderreformen, som medførte afskaffelsen af den traditionelle republikanske romerske kalender, som var en såkaldt månekalender (fulgte månens faser). Cæsar forslog i 46 f.Kr. en ny kalender, som i stedet fulgte solen (en såkaldt solkalender). Kalenderen, som i dag kendes som den julianske kalender, trådte i kraft den 1. januar 45 f.Kr. og havde 365,25 dage på et (et skudår hver fjerde år). Cæsars kalender blev den dominerende kalender i Romerriget og efterfølgende i det meste af den vestlige verden i mere end 1.600 år – indtil pave Gregor XIII udstedte en revideret kalender i 1582, kendt som den gregorianske kalender.
Han øgede også antallet af magistrater og senatorer (fra 600 til 900) for bedre at kunne administrere det romerske rige – og ligeledes for at belønne sine støtter med embeder. Der blev også grundlagt kolonier uden for Italien – særligt på stedet for Karthago og Korinth, som begge var blevet ødelagt under Roms erobringer i det 2. århundrede f.Kr. – for at flytte Italiens befolkning ud i provinserne og reducere intern uro i Rom. Den kongelige magt til at udnævne patriciere blev genoplivet for at gavne familierne til hans mænd, og de faste domstoles juryer blev også ændret for at fjerne tribuni aerarii og efterlod kun equites og senatorer.
Han foretog sig også yderligere administrative tiltag for at stabilisere staten og sit styre heraf. Cæsar reducerede størrelsen af folk, der var omfattet af kornuddelingen fra 320.000 til omkring 150.000 ved at stramme kvalifikationerne. Der blev tilbudt særlige bonusser til familier med mange børn for at bremse affolkningen. Der blev udarbejdet planer for gennemførelsen af en folketælling. Statsborgerskabet blev udvidet til en række samfund i det Cisalpinske Gallien og til Cádiz. Under borgerkrigene havde Cæsar også indført et nyt gældsafviklingsprogram (ingen gæld ville blive eftergivet, men de kunne betales in natura), eftergivet husleje op til et vist beløb og afholdt lege (hvor der blev uddelt mad). Mange af hans fjender under borgerkrigene blev benådet – Cæsars mildhed blev fremhævet i hans propaganda og tempelbyggerier – med det formål at dyrke taknemmelighed og trække en kontrast mellem ham selv og Sullas hævngerrige diktatur (med proskriptioner).

## Mordet på Cæsar

### Årsager til mordet
I januar 44 f.Kr. fandt to tribuner en krone på hovedet af en statue af Cæsar. Tribunerne beordrede folkemængden fjernet, da det var et symbol på Jupiter og kongemagt. Ingen vidste, hvem der havde placeret kronen, men Cæsar mistænkte, at det var tribunerne selv, så de kunne få æren af at fjerne den. I forlængelse af denne episode blev Cæsar mødt af en person, der omtalte ham som rex (overs. 'konge'), hvilket fik de to samme tribuner til at gribe ind og beordre denne person arresteret. Cæsar, der hævdede, at de to tribuner krænkede hans ære ved at gøre dette, fik dem afsat fra deres embede og smidt ud af Senatet. Hændelsen underminerede både Cæsars oprindelige argumenter for at forfølge borgerkrigen (beskyttelse af tribunernes ret) og gjorde et publikum vredt, da de stadig ærede tribunerne som beskyttere af den folkelige frihed. Kort før 15. februar 44 f.Kr. indtog Cæsar diktator-embedet for livstid (dictator perpetuo) og gjorde dermed en ende på ethvert håb om, at hans magt kun ville være midlertidig. Selvom Cæsar forrige udnævnelse havde givet ham en tiårig periode som diktator, illustrerede udhævelsen som diktator for livstid tydeligt for alle, at Cæsar ikke havde nogle intentioner om at genoprette en fri republik – og at ingen fri republik kunne genoprettes, så længe han var ved magten.
Få dage efter sin udnævnelse som diktator for livstid afviste han offentligt et diadem (en krone) fra Antonius ved fejringen af Lupercalia. Fortolkningerne af denne episode varierer. Han kan således blot have afvist diademet offentligt, fordi folkemængden ikke var tilstrækkeligt støttende. Han kunne også have gjort det performativt for at signalere, at han ikke var en monark. Alternativt kunne Antonius have handlet på eget initiativ. På dette tidspunkt gik der imidlertid rygter om, at Cæsar – der allerede bar en monarks klædedragt – søgte en formel krone, og episoden gjorde kun lidt for at berolige. Hændelserne på Lupercalia samt episoden med de to tribuner er to af de såkaldte "tre sidste strå", som den romerske historiker Livius gengiver, som de primære årsager til Cæsars mord.

### Sammensværgelsen
Planen om at myrde Cæsar var begyndt i sommeren 45 f.Kr. Der blev gjort et forsøg på at rekruttere Antonius omkring dette tidspunkt, selvom han afslog og ikke advarede Cæsar. I februar 44 f.Kr. var der omkring tres konspiratorer med i sammensværgelsen. Det er tydeligt, at den sejrende cæsarianske koalition fra borgerkrigen på dette tidspunkt var brudt sammen. Mens de fleste af konspiratorerne var tidligere pompejanere, fik de følgeskab af et betydeligt antal cæsarianere. Blandt deres ledere var Gajus Trebonius (konsul i 45 f.Kr.), Decimus Brutus (udpeget konsul for 42 f.Kr.) samt Cassius og Brutus (begge praetorer i 44 f.Kr.). Trebonius og Decimus havde sluttet sig til Cæsar under borgerkrigen, mens Brutus og Cassius havde sluttet sig til Pompejus. Andre involverede cæsarianere inkluderede Servius Sulpicius Galba, Lucius Minucius Basilus, Lucius Tullius Cimber og Gajus Servilius Casca. Mange af konspiratorerne ville have været kandidater ved konsulvalgene for 43 til 41 f.Kr. Disse havde sandsynligvis været oprørte og forfærdede over Cæsars falske valg (skuevalg) i begyndelsen af 44 f.Kr., der producerede forudbestemte resultater for årene 43-41 f.Kr. Disse valgresultater kom fra diktatorens nåde og ikke som følge af folkets vilje. For den republikanske elite var dette ingen erstatning for reel folkelig opbakning.
Den konkrette sammensværgelse om at myrde Julius Cæsar begyndte for alvor med et møde mellem Cassius Longinus og hans svoger Marcus Brutus om aftenen den 22. februar 44. f.Kr. De to herre blev efter nogen diskussion enige om, at der måtte gøres noget for at forhindre Cæsar i at blive konge. Brutus – der hævdede at nedstamme fra Lucius Junius Brutus, som havde fordrevet kongerne, og Gajus Servilius Ahala, som havde befriet Rom fra begyndende tyranni – var den primære leder af sammensværgelsen. Mod slutningen af efteråret 45 f.Kr. havde graffiti og visse offentlige kommentarer i Rom antydet, at der var behov for en Brutus til at fjerne tyranen og diktatoren, Cæsar. Kilder fra antikken, med undtagelse af Nicolaus af Damaskus, er enige om, at dette afspejlede et reelt skifte i den offentlige mening imod Cæsar Hvorvidt romerne mente, at de havde en tradition for at myrde tyraner, er uklart. Cicero skrev privat, som om pligten til at dræbe tyranner allerede var givet, men han holdt ingen offentlige taler i den retning, og der er få beviser for, at offentligheden accepterede logikken i forebyggende tyranmord. Den filosofiske tradition fra det platoniske Gamle Akademi var også en faktor, der drev Brutus til handling på grund af dens vægt på en pligt til at befri staten fra tyranni.

### Idus Martiae
Selvom der lækkede nogle information om sammensværgelsen, nægtede Cæsar at tage sine forholdsregler. Datoen, som konspiratorerne besluttede sig for, var den 15. marts – Idus Martiae – tre dage inden Cæsar havde planer om drage afsted på sin parthiske kampagne. Nyheden om hans forestående afrejse tvang konspiratorerne til at fremskynde deres planer. Senatsmødet den 15. ville være det sidste, inden Cæsars afrejse. De havde besluttet, at et senatsmøde var det bedste sted at foretage drabet, da mordet i så fald kunne fremstilles som et politisk mord. De afviste alternative stedet såsom i forbindelse med offentlige lege, valg eller på en vej. I henhold til Dio Cassius, kunne valget af et senatsmøde også have givet sammensværgelsen en fordel, da de ville have været de eneste bevæbnede. Forskellige historier fortæller dog, at Cæsar var lige ved ikke at deltage i senatsmødet eller på anden måde blev advaret om komplottet. Eksempelvis skulle Cæsars hustru, Calpurnia, have advaret ham aftenen inden, men Cæsar havde svaret "Der er intet at frygte, ud over frygten selv".
Senatsmødet den 15. marts i 44 f.Kr. blev afholdt i Pompejus' Teater, idet det normale senatshus (Curia Hostilia) var nedbrændt. Under dække af, at de sammensvorne ville forelægge ham et bønskrift, angreb Publius Servilius Casca Cæsar som den første med sin dolk. De sammensvorne havde samtidig opholdt og distraheret Marcus Antonius andetsteds, da de frygtede hans fysiske styrke. Casca var så skrækslagen, at han kun sårede Cæsar overfladisk, og Cæsar greb Cascas arm og råbte på latin: "hvad gør du, Casca, din skurk?". Casca råbte da på græsk til sine medsammensvorne: "αδελφοι βοήθει!" /adelfoi boethei/ (overs. 'Hjælp mig, brødre!'). De sammensvorne faldt over Cæsar, og de senatorer, som ikke var den del af komplottet, flygtede i panik.
Hvorvidt Cæsar faldt i tavshed, eller – som gengivet af Sveton – fik øje på Brutus blandt morderne og udbrød på græsk: "kai su teknon?" (overs. 'også du, barn?') er forskelligt overleveret. Plutarch nævner kun, at Cæsar, da han havde opgivet håbet, skjulte sit ansigt med sin toga for at dø med værdighed. I henhold til kilder fra antikken, var Cæsars sidste ord dog ikke – som gengivet af Shakespeare – "også du, Brutus". Cæsar blev stukket mindst treogtyve gange og døde øjeblikkeligt.

### Efterdønningerne efter mordet
Morderne besatte Kapitol-højen efter at have dræbt Cæsar. Derefter indkaldte de til et offentligt møde i Forum. Her fik de en kølig modtagelse fra befolkningen, ligesom de heller ikke var i stand til fuldt ud at sikre byen, da Lepidus – Cæsars magister equitum under sit diktatur – havde flyttet tropper fra Tiberøen ind i selve byen. Marcus Antonius – konsulen som undslap mordet – opfordrede i Senatet til en ulogisk kompromis, hvor Cæsar ikke blev erklæret en tyran, men konspiratorerne heller ikke blev straffet. Cæsars begravelse blev derefter godkendt. I forbindelse med den efterfølgende begravelsen af Cæsar gav Antonius en tale til offentligheden, som opildnede dem mod morderne, hvilket udløste pøbelvold, der varede i flere måneder. Dette førte til, at morderne blev tvunget til at flygte fra hovedstaden, mens Antonius til sidst greb ind for at undertrykke volden med magt.
I 44 f.Kr. fandt der en syv dage lang kometudbrud sted, som romerne mente repræsenterede Cæsars guddommeliggørelse, og de gav den navnet Cæsars Komet. På stedet for hans kremering begyndte triumvirerne i 42 f.Kr. opførelsen af Cæsars Tempel på østsiden af hovedpladsen i det romerske forum. Kun dets alter er bevaret i dag. Testamentets betingelser blev også læst op for offentligheden. Dette gav en generøs gave til plebejerne som helhed og udnævnte som hovedarving Gajus Octavius (eller Octavian) – Cæsars grandnevø – som på det tidspunkt befandt sig i Apollonia, og adopterede ham samtidig i testamentet.
Genoptagelsen af den tidligere Romerske Republik viste sig efterfølgende umuligt, da forskellige aktører i kølvandet på Cæsars død appellerede til enten frihed eller hævn for at mobilisere enorme hære, hvilket afstedkom en række borgerkrige. Den første krig var i 43 f.Kr. mellem Antonius og Senatet (som inkluderede senatorer af både cæsariansk og pompeiansk overbevisning), hvilket resulterede i, at Octavian – Cæsars arving – udnyttede kaosset til først at tage konsul-embedet og derefter sluttede sig til Antonius og Lepidus for at danne det Andet Triumvirat. Efter at de have udrenset deres politiske fjender igennem en række proskriptioner, sikrede triumvirerne Cæsars guddommeliggørelse – Senatet erklærede den 1. januar 42 f.Kr., at Cæsar skulle placeres blandt de romerske guder. Dernæst marcherede de mod øst, hvor en anden krig så triumvirerne besejre dem, der havde myrdet Cæsar. Dette førte til den Romerske Republiks endelige død og en tredeling af den romerske verden. I 31 f.Kr. havde Cæsars arving – Octavian – taget enekontrollen over den romerske verden efter at have tilsidesat og elimineret sine triumviri-rivaler. Dette markerede afslutningen på periode på to årtier med borgerkrig. Under påskud af at ville genoprette den Romerske Republik var hans maskerede autokrati acceptabelt for de krigstrætte romere. Dette markerede derfor etableringen af et nyt romersk monarki – også kendt som det Romerske Kejserrige.

## Personlige oplysninger

### Helbred og fysisk fremtoning
Baseret på beskrivelser fra Plutarch (ca. 46 – ca. 120'erne e.Kr.) menes det undertiden, at Cæsar led af epilepsi. Moderne forskere er dog skarpt delt i dette spørgsmål, og nogle forskere mener, at han var plaget af malaria – særligt under Sullas proskriptioner i 80'erne f.Kr. Andre forskere hævder, at hans epileptiske anfald skyldtes en parasitisk infektion i hjernen forårsaget af en bændelorm.
Cæsar havde fire dokumenterede episoder, der kan have været komplekse partielle anfald. Han kan desuden have haft absencer (petit mal-anfald) i sin ungdom. De tidligste beretninger om disse anfald blev skrevet af Sveton, som blev født efter Cæsars død. Påstanden om epilepsi imødegås blandt nogle medicinske historikere af en påstand om hypoglykæmi, som kan forårsage epileptiske anfald.
En linje fra Shakespeares Julius Cæsar er nogle gange blevet tolket som om, at Cæsar var døv på det ene øre: "Kom til min højre hånd, for dette øre er døvt". Ingen kilder fra antikken nævner eller bekræfter dog denne påstand. Shakespeare kan derfor have gjort metaforisk brug af et afsnit fra Plutarch, der slet ikke henviser til døvhed, men snarere til en gestus, som Alexander den Store plejede at gøre. Ved at dække sit øre indikerede Alexander, at han havde vendt sin opmærksomhed fra en anklage for at høre forsvaret.
Francesco M. Galassi og Hutan Ashrafian antyder, at Cæsars adfærdsmæssige manifestationer – hovedpine, svimmelhed, fald (muligvis forårsaget af muskelsvaghed på grund af nerveskade), sensorisk underskud, ørhed og følelsesløshed – og synkopeepisoder var resultaterne af cerebrovaskulære episoder, ikke epilepsi. Plinius den Ældre rapporterer i sin Naturalis Historia, at Cæsars far og forfader døde uden tilsyneladende årsag, mens de tog deres sko på. Disse begivenheder kan lettere associeres med kardiovaskulære komplikationer fra et slagtilfælde eller et dødeligt hjerteanfald. Cæsar havde muligvis en genetisk disposition for hjerte-kar-sygdomme.
Sveton (ca. 69 – ca. 122 e.Kr.) beskriver Cæsar som "høj af statur med en lys teint, velformede lemmer, et noget fyldigt ansigt og skarpe sorte øjne". Han tilføjer, at den skaldede Cæsar var følsom over for drilleri om emnet og derfor havde en "combover" (en måde at dække skaldethed på). Sveton rapporterer, at Cæsar derfor var særligt glad for at blive tildelt æren af at bære en laurbærkrans til enhver tid.

### Navn
Ved brug af periodens latinske alfabet – som ikke omfattede bogstaverne J og U – ville Cæsars navn være gengivet GAIVS IVLIVS CAESAR. Formen CAIVS er også bevidnet, hvor det ældre romerske repræsentation af bogstavet G med C er brugt. Standardforkortelsen var C. IVLIVS CÆSAR, hvilket afspejler den ældre stavemåde. Bogstavformen Æ var en ligatur af bogstaverne A og E, og bruges ofte i latinske inskriptioner for at spare plads.
I klassisk latin blev det udtalt [ˈɡaːi.ʊs ˈjuːliʊs ˈkae̯sar]. I den sene Romerske Republiks tid blev mange historiske skrifter udført på græsk, som var et sprog de fleste uddannede romere studerede. Unge velhavende romerske drenge blev ofte undervist af græske slaver og nogle gange sendt til Athen for videreuddannelse, som det var tilfældet med Cæsars primære morder, Brutus. På græsk – i Cæsars tid – blev hans familienavn skrevet Καίσαρ (Kaísar), hvilket afspejler den daværende udtale. Derfor udtales hans navn på en lignende måde som udtalen af det danske ord kejser (eller "kajsar"). 
Faktisk blev Cæsars cognomen i sig selv blev en titel, hvorfra det danske ord kejser også stammer fra. Det blev udbredt af Bibelen, som indeholder det berømte vers "Giv kejseren, hvad kejserens er, og Gud, hvad Guds er". Titlen blev fra slutningen af det første årtusinde "Kaiser" på tysk og (gennem oldkirkeslavisk cěsarĭ) "Zar", "Tsar" eller "Czar" på de slaviske sprog. Den sidste tsar med nominel magt var Simeon II af Bulgarien, hvis regeringstid sluttede i 1946, men som stadig er i live i 2025. Dette betyder, at der i cirka to tusind år var mindst ét statsoverhoved, der bar Cæsars navn. Som et udtryk for den højeste hersker udgør ordet Cæsar et af de tidligste, bedst dokumenterede og mest udbredte latinske låneord i de germanske sprog, idet det findes i tekstkorpusserne af oldhøjtysk (keisar), oldsaksisk (kēsur), oldengelsk (cāsere), oldnordisk (keisari), oldhollandsk (keisere) og (gennem græsk) gotisk (kaisar).
På rosettestenen findes en egyptisk cartouche, der er blevet oversat til k-e-s-r-s, og som skulle være i familie med det latinske ord. Ordet Cæsar er af uvis, ikke-latinsk herkomst; ovenfor nævnes relationen til et fønikisk ord for »elefant«, mens andre mener, at navnet er afledt af et persisk ord. Kejsersnit hedder på latin sectio caesarea, angiveligt opkaldt efter Cæsar, fordi han skulle være født ved kejsersnit, men det kan ikke passe, da en kvinde dengang ikke kunne overleve sådan et indgreb – og Cæsars mor Aurelia levede, til at sønnen var midt i 40'erne.

### Familie
Cæsars første ægteskab var med Cornelia, som han giftede sig med i 83 f.Kr. Cornelia var datter af Lucius Cornelius Cinna (130 – 84 f.Kr.), som var en dominerende politiker i den sene Romerske Republik. Cinna var en af Sullas politiske modstander, hvorfor Sulla efter sin sejr i forbindelse med borgerkrigen 83–82 f.Kr. beordrede Cinna's acta (handlinger) annulleret. Sulla beordrede derfor Cæsar til at abdicere og lade sig skille fra Cornelia, hvilket Cæsar dog nægtede, hvilket implicit stillede spørgsmålstegn ved legitimiteten af Sullas handlinger. Cæsar og Cornelia fik en datter, Julia (Cæsars eneste legitime barn), i ca. 76 f.Kr., som senere giftede sig med Pompejus den Store. Efter omkring tretten års ægteskab døde Cornelia i 69 f.Kr. Nogle historiske kilder siger, at hun døde i forbindelse med fødsel, men dette er ikke entydigt blevet bekræftet.

## Litterære værker
I sin samtid blev Cæsar betragtet som en af de bedste talere og prosaforfattere på latin – selv Cicero roste Cæsars retoriske og litterære evner højt. Kun Cæsars kommentarer om gallerkrigene og den efterfølgende borgerkrig er i dag bevaret. Disse værker bliver af de fleste historikere i dag anset som dygtig propaganda, som skulle styrke Cæsars image, og deres historiske nøjagtighed betvivles derfor. Enkelte sætninger fra andre værker er citeret af andre forfattere. Blandt hans forsvundne værker er talen ved hans faster Julia's begravelse og "Anticato", som var et skrift, der angreb Cato (i modsvar på Ciceros lovprisen af Cato). Digte af Julius Cæsar omtales også i antikke kilder.

### Erindringer
- Commentarii de Bello Gallico (på dansk: "kommentarer om gallerkrigene") består af syv bind, som hver beskriver et år af de kampagner, der forgik i Gallien og det sydligere Storbritannien i 50'erne f.Kr. Det sidste ottende bind er skrevet af Aulus Hirtius og omhandler de sidste to års kampagner.
- Commentarii de Bello Civili (på dansk: "kommentarer om borgerkrigen") beskriver – fra Cæsars perspektiv – begivenhederne under borgerkrigen indtil umiddelbart efter Pompejus' død i Egypten

Cæsar er historisk blevet blevet tilskrevet forfatterskabet af andre værker – men dette er omstridt og tvivlsomt:
- De Bello Alexandrino, om felttoget i Alexandria.
- De Bello Africo, om felttog i Nordafrika.
- De Bello Hispaniensi, om felttog i Hispania.

Disse beretninger blev skrevet og udgivet årligt under, eller lige efter, de aktuelle felttog, som en slags "rapport fra fronten". De spillede en vigtig rolle i at forme Cæsars offentlige image og styrke hans omdømme, når han var væk fra Rom i lange perioder. De kan have været blevet oplæst for offentligheden. Kommentarerne om gallerkrigene er traditionelt blevet studeret af første- eller andetårs latinstuderende, som et forbillede og eksempel på klar og direkte latinsk stil.

### Sekundære litterære værker
Julius Cæsar optræder desuden som figur i talrige senere kulturelle frembringelser; blandt disse kan nævnes:
- Vergils epos Æneiden
- Dante Alighieris Guddommelige Komedie, hvor han ses i Limbo
- William Shakespeares tragedie Julius Caesar, som er blevet filmatiseret flere gange
- Georg Friedrich Händels opera Julius Cæsar (Giulio Cesare)
- Albert Uderzo og René Goscinnys tegneserie Asterix
- En lang række romaner af bl.a. Bertolt Brecht, Colleen McCullough, Thornton Wilder, Conn Iggulden, Mirko Jelusich og Robert Harris

## Eftermæle

### Nutidens dom
Som én af oldtidens mægtigste mænd og mest alsidige begavelser har Cæsar altid vakt historikernes interesse. Han synes at have været en fremragende militærbegavelse, der kunne vise personligt mod, en dygtig og flersidet administrator og i det store hele en elskværdig og relativt human politiker – hvilket dog ikke udelukkede brutalitet og hensynsløshed under krige, f.eks. i Gallien. Derimod er det endnu ikke lykkedes at få et fast billede af hans politiske ideer. Her har han skiftevis stået som en ren opportunist, der tog enemagten under dække af ”demokratiske hensyn”, eller som en overklasseidealist der ville folkets vel gennem et diktatur.
Cæsar var kendt som en produktiv og energisk forfatter, mest af historiske og selvbiografiske værker. Hans hovedværk er Commentarii de Bello Gallico (da. Cæsars Gallerkrig), hvori han i tredje person fortæller om sin erobring af Gallien, er et hovedværk i latinsk litteratur og anvendes stadigvæk som lærebog i skolerne. Omend den naturligvis er subjektiv, tjener den som en hovedkilde til periodens historie. Skønt velskrevet giver den ikke noget personligt indtryk af Cæsar. Desuden skrev han om borgerkrigen, (Commentarii de Belli Civili), mens et par andre værker med dette emne er skrevet af andre og tillagt ham. Han vides at have skrevet flere digte og skrifter, hvor han er talsmand for et smukt skriftsprog, mens hans mange taler er gået tabt.

### Historiografi
De tekster, der er skrevet af Cæsar selv (en selvbiografi over de vigtigste begivenheder i hans offentlige liv) udgør samlet den mest komplette primærkilde til rekonstruktionen af hans liv. Dog skrev Cæsar disse tekster med sin politiske karriere i tankerne. Julius Cæsar anses også for at være en af de første historiske figurer, der foldede sine beskedruller i en harmonikaform, hvilket gjorde dem lettere at læse. Den romerske kejser Augustus påbegyndte en personkult omkring Cæsar, som beskrev Augustus som Cæsars politiske arving. Den moderne historiografi er påvirket af denne tradition.
Mange herskere i historien blev interesserede i Cæsars historiografi. Napoleon III skrev det videnskabelige værk Histoire de Jules César, som ikke blev færdiggjort. Det andet bind oplistede tidligere herskere, der var interesserede i emnet. Karl VIII beordrede en munk til at udarbejde en oversættelse af Gallerkrigen i 1480. Karl V beordrede en topografisk undersøgelse i Frankrig for at placere Gallerkrigen i kontekst, hvilket medførte fyrre kort af høj kvalitet over konflikten. Den samtidige osmanniske sultan Suleiman den Prægtige katalogiserede de overlevende udgaver af Kommentarerne og oversatte dem til tyrkisk. Henrik IV og Ludvig XIII af Frankrig oversatte henholdsvis de to første og de to sidste kommentarer. Ludvig XIV genoversatte efterfølgende den første.
Resterne af Cæsars alter er et valfartssted for besøgende fra hele Italien og verden. Blomster og andre genstande efterlades der dagligt, og særlige mindehøjtideligheder finder sted den 15. marts for at mindes Cæsars død.

### Politik
Julius Cæsar ses som det primære eksempel på cæsarisme, som er en form for politisk styre ledet af en karismatisk stærk mand, hvis styre er baseret på en personkult, hvis rationale er behovet for at regere med magt. Styret er karakteriseret ved en voldelig social orden og er et regime, hvor militæret har en fremtrædende rolle i regeringen. Andre personer i historien, såsom den franske Napoleon Bonaparte og den italienske Benito Mussolini, har defineret sig selv som cæsarister. Bonaparte fokuserede ikke kun på Cæsars militære karriere, men også på hans forhold til masserne (folket) – en forløber for populisme. Ordet bruges også på en nedsættende måde af kritikere af denne type politisk styre.

### Militærrekord
| Dato                 | Krig              | Navn                       | Modstander                                | Type              | Områder (i dag)              | Resultat       |
| -------------------- | ----------------- | -------------------------- | ----------------------------------------- | ----------------- | ---------------------------- | -------------- |
| 81 f.Kr.             |                   | Belejring af Mytilini      | Mytilini                                  | Belejring og kamp | Grækenland                   | Sejr           |
| 61–60 f.Kr.          |                   | Callaeci-kampagnen         |                                           | Kampagne          | Spanien                      | Sejr           |
| 58 f.Kr.             | Gallerkrigene     | Slaget ved Arar            | Helvetiere                                | Slag              | Frankrig                     | Sejr           |
| 58 f.Kr.             | Gallerkrigene     | Slaget ved Bibracte        | Helvetiere, Boiere, Tulingiere, Rauracere | Slag              | Frankrig                     | Sejr           |
| 58 f.Kr.             | Gallerkrigene     | Slaget ved Vosges          | Svebere                                   | Slag              | Frankrig                     | Sejr           |
| 57 f.Kr.             | Gallerkrigene     | Slaget ved Sabis           | Belgae                                    | Slag              | Frankrig                     | Sejr           |
| 57 f.Kr.             | Gallerkrigene     | Slaget ved Axona           | Nervii, Viromandui, Atrebates, Aduatuci   | Slag              | Frankrig                     | Sejr           |
| 56 f.Kr.             | Gallerkrigene     | Slaget ved Morbihan        | Venetere                                  | Slag              | Frankrig                     | Sejr           |
| 55 og 54 f.Kr.       | Gallerkrigene     | Invasionerne af Britannien | Britere                                   | Kampagne          | England                      | Sejr           |
| 54–53 f.Kr.          | Gallerkrigene     | Ambiorix' oprør            | Eburonere                                 | Kampagne          | Belgien, Frankrig            | Sejr           |
| 52 f.Kr.             | Gallerkrigene     | Avaricum                   | Biturigere, Arvernere                     | Belejring         | Frankrig                     | Sejr           |
| 52 f.Kr.             | Gallerkrigene     | Slaget ved Gergovia        | Gallere                                   | Slag              | Frankrig                     | Nederlag       |
| September 52 f.Kr.   | Gallerkrigene     | Slaget ved Alesia          | Gallere                                   | Belejring og kamp | Alise-Sainte-Reine, Frankrig | Afgørende sejr |
| 51 f.Kr.             | Gallerkrigene     | Belejringen af Uxellodunum | Gallere                                   | Belejring         | Vayrac, Frankrig             | Sejr           |
| 49 f.Kr.             | Cæsars borgerkrig | Belejringen af Corfinium   | Pompeianere/Optimates                     | Belejring og kamp | Italien                      | Sejr           |
| 49 f.Kr.             | Cæsars borgerkrig | Belejringen af Brundisium  | Pompeianere                               | Belejring og kamp | Italien                      | Sejr           |
| juni–august 49 f.Kr. | Cæsars borgerkrig | Slaget ved Ilerda          | Pompeianere                               | Slag              | Catalonia, Spanien           | Sejr           |
| 10. juni 48 f.Kr.    | Cæsars borgerkrig | Slaget ved Dyrrhachium     | Pompeianere                               | Slag              | Durrës, Albanien             | Nederlag       |
| 9. august 48 f.Kr.   | Cæsars borgerkrig | Slaget ved Farsalos        | Pompeianere                               | Slag              | Grækenland                   | Afgørende sejr |
| 48–47 f.Kr.          | Cæsars borgerkrig | Belejringen af Alexandria  | Ptolemæiske Kongerige                     | Belejring og kamp | Alexandria, Egypt            | Sejr           |
| 47 f.Kr.             | Cæsars borgerkrig | Slaget ved Nilen           | Ptolemæiske Kongerige                     | Slag              | Alexandria, Egypt            | Sejr           |
| 2. august 47 f.Kr.   | Cæsars borgerkrig | Slaget ved Zela            | Pontiske Kongerige                        | Slag              | Zile, Tyrkiet                | Sejr           |
| 4. januar 46 f.Kr.   | Cæsars borgerkrig | Slaget ved Ruspina         | Pompeianere, Numidia                      | Slag              | Ruspina, Tunesien            | Nederlag       |
| 6. april 46 f.Kr.    | Cæsars borgerkrig | Slaget ved Thapsus         | Pompeianere, Numidia                      | Slag              | Tunesien                     | Afgørende sejr |
| 17. marts 45 f.Kr.   | Cæsars borgerkrig | Slaget ved Munda           | Pompeianere                               | Slag              | Spanien                      | Sejr           |
| 45 f.Kr.             | Cæsars borgerkrig | Belejringen af Corduba     | Pompeianere                               | Belejring og kamp | Spanien                      | Sejr           |

### Anden litteratur
- Cæsar, Salmonsens konversationsleksikon
- 2. bind, side 551-552. Hagerups illustrerede konversationsleksikon (1948)

## Eksterne links
- Portrætbuste og biografi af Cæsar Arkiveret 9. maj 2015 hos  Wayback Machine